# Tina Dico
Tina Dico, pseudonimo di Tina Dickow Danielsen (Aarhus, 19 ottobre 1977), è una cantante e cantautrice danese, che ha fondato una propria etichetta e distribuisce i suoi lavori in modo indipendente, riscuotendo grande successo commerciale in patria e di critica all'estero.
In Danimarca utilizza sia il suo vero nome, ovvero Tina Dickow, sia lo pseudonimo Tina Dico. I suoi album In the Red, Count to Ten, Welcome Back Colour, Whispers e Where Do You Go to Disappear? hanno raggiunto il primo posto in Danimarca. Ha vinto 2 Danish Music Awards e 2 Premi Robert.

## Biografia
Nel 1998 fonda il gruppo Tina Dickow and Sheriff e pubblica il singolo Your Waste of Time: la canzone ha successo e Dickow inizia a contrattare con diverse etichette discografiche, non riuscendo a trovare un accordo. Decide di fondarne una propria, la Gramophone Finest e pubblica il suo primo album Fuel nel 2001 con modesti risultati di pubblico e critica. Trasferitasi in Inghilterra, nel 2003 pubblica Notes: l'album entra nella classifica danese, fermandosi al quarantesimo posto. Il disco le vale il Danish Music Award 2004 come cantautrice dell'anno. Nel 2004 pubblica anche l'EP Far e firma con la filiale inglese della Sony, apprestandosi a pubblicare In the Red, suo terzo album in studio. Nel 2005, Sony e BMG si fondono e il contratto discografico con la Dickow è annullato.
Nel 2005 pubblica In the Red, il primo album sotto lo pseudonimo Tina Dico. L'album è distribuito a livello mondiale tra il 2005 e l'inverno del 2006, negli Stati Uniti da Defend Music e in Germania dalla Island. Il terzo sforzo di Dickow si dimostra un grande successo commerciale: raggiunge il vertice della classifica danese, restando in classifica per un totale di 55 settimane in Danimarca, rientrando nella chart nel 2007, nel 2008 e nel 2009. In the Red si fa spazio anche in Germania, debuttando alla posizione numero 84 della chart tedesca. Il terzo album di Dickow riceve recensioni contrastanti da parte della critica. Alex Henderson per AllMusic gli assegna quattro stelle su cinque, recensendo positivamente l'album. Il disco le vale una nomination come «artista femminile dell'anno» ai Danish Music Award, premio poi vinto da Tina Dickow.
Nel 2007 esce Count to Ten: distribuito in Danimarca con la collaborazione di A:larm Music, negli Stati Uniti da Defend Music, in Germania dalla Island e nel mercato britannico da Kobalt, il disco debutta al primo posto nella chart danese e resta in classifica per un totale di 70 settimane. L'anno seguente, la cantante danese pubblica A Beginning, a Detour, an Open Ending, quinto album composto da tre EP che debutta al secondo posto in Danimarca. Nel 2009 compone la colonna sonora del film danese Old Boys e pubblica The Road to Gävle, il suo sesto album in studio. Nel 2010 vince due Premi Robert, uno alla miglior colonna sonora per Old Boys e uno alla miglior canzone Rebel Song, sempre tratta dal film Old Boys. Negli anni successivi pubblica altri tre album che raggiungono il primo posto in Danimarca: Welcome Back Colour (2010), album dove unisce le sue più grandi hit a nuove tracce (in classifica per 71 settimane totali), Where Do You Go to Disappear? (2012; l'album entra in classifica anche in Germania e in Svizzera) e Whispers (2014). Nel 2015 esce anche En håndfuld danske, che non ottiene il successo degli album precedenti.

## Discografia
Album in studio
- 2001 - Fuel
- 2003 - Notes
- 2005 - In the Red
- 2007 - Count to Ten
- 2008 - A Beginning, A Detour, An Open Ending
- 2009 - The Road to Gävle
- 2010 - Welcome Back Colour
- 2012 - Where Do You Go to Disappear?
- 2014 - Whispers
- 2015 - En håndfuld danske
- 2018 - Fastland
- 2022 - Bitte Små Ryk

EP
- 2004 - Far
- 2007 - A Beginning
- 2008 - A Detour
- 2008 - An Open Ending

Album live
- 2011 - Live with the Danish National Chamber Orchestra
- 2020 - In Concert